# Keudelskuppe
Die Keudelskuppe ist ein 484,7 m hoher Berg im Südeichsfeld in Nordwestthüringen (Deutschland).

## Geographische Lage
Die Keudelskuppe befindet sich im äußersten Süden des Landkreises Eichsfeld, im Grenzbereich zu den Landkreisen Unstrut-Hainich (TH) und Werra-Meißner (HE). Sie liegt zwischen den Orten Döringsdorf im Nordwesten, Hildebrandshausen im Osten und Wanfried im Süden, ungefähr 18 Kilometer südlich der Kreisstadt Heilbad Heiligenstadt. Der Berg ist die höchste Erhebung des Bergrückens der Plesse.

### Naturräumliche Zuordnung
Der Berg zählt nach der naturräumlichen Gliederung im Blatt Kassel zu den Wanfrieder Werrahöhen (Nr. 483.22), einem Ausläufer des Westlichen Obereichsfeldes (Nr. 483.2) und Teil der Nordwestlichen Randplatte des Thüringer Beckens (Nr. 483).
Entsprechend der innerthüringischen Gliederung (Die Naturräume Thüringens) wird er mit seinem thüringischen Anteil der Einheit Werrabergland-Hörselberge zugeordnet.

## Natur
Die komplett bewaldete Bergkuppe, nur die nördlichen Abhänge werden landwirtschaftlich genutzt, gehört zum sogenannten Junkerholz und ist Teil des LSG Keudelskuppe und Ostrand der Plesse.
Die Keudelskuppe und die angrenzenden Berge sind ein beliebtes Ausflugs- und Wandergebiet mit einer abwechslungsreichen Landschaft und Natur und ist jetzt Teil des Grünen Bandes. Das Bergplateau ermöglicht eine Aussicht auf Teile des Südeichsfeldes und das angrenzende nordosthessische Bergland.

## Geschichte

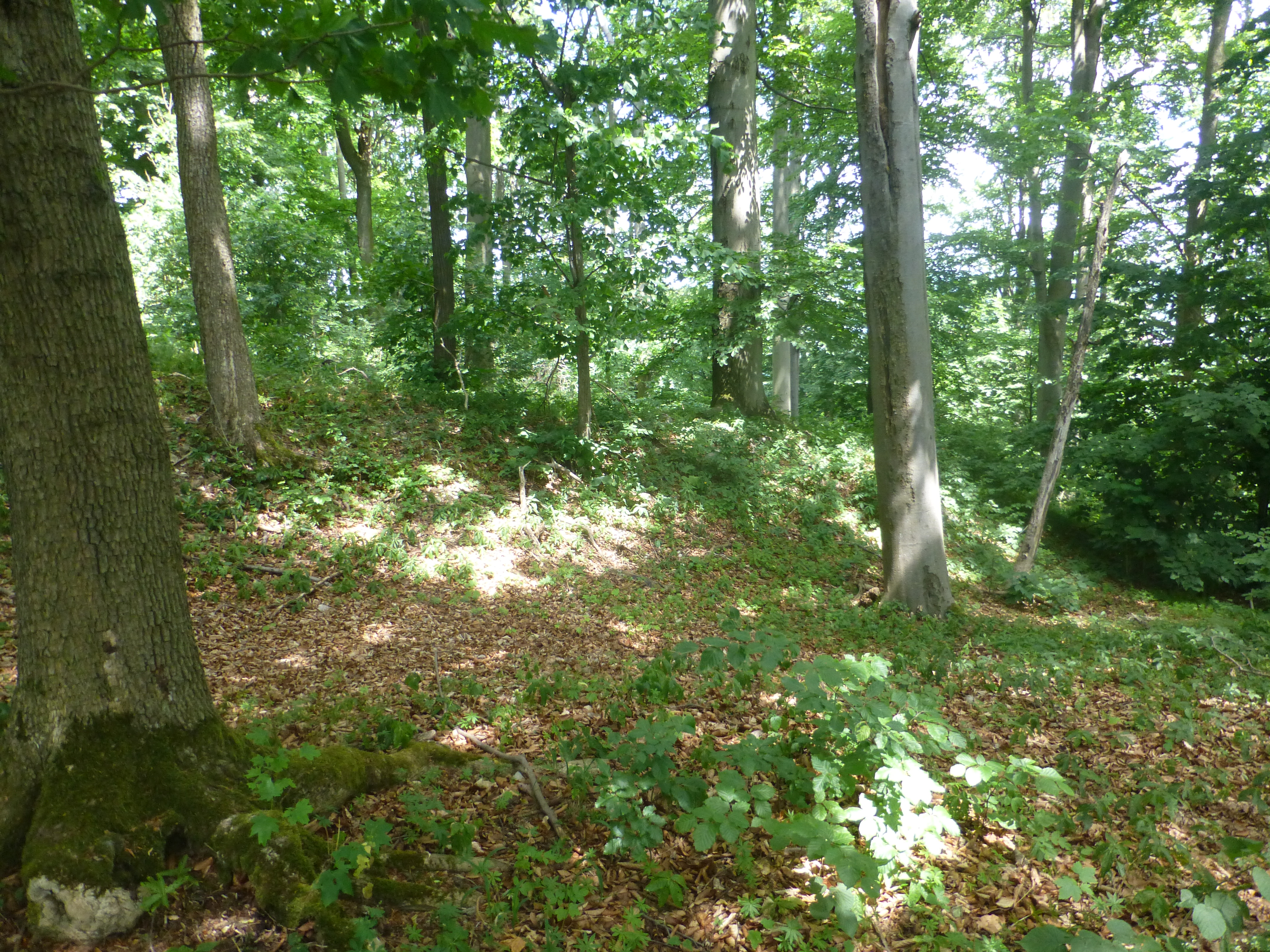
Ehemalige Burgstelle mit Grabenanlage

Ob auf der Keudelskuppe bereits eine frühgeschichtliche Anlage bestanden hat, ist nicht bekannt. In einem Pfännerbrief zu Allendorf aus dem Jahr 1559 ist eine Bramborg, itzt der Keudelstein genannt erwähnt, was auf eine ältere Befestigungsanlage hindeuten könnte.
Auf dem Gipfel hat sich eine kleine mittelalterliche Burganlage mit dem Namen Plesse oder Keudelstein befunden haben. Sie wurde vermutlich von Gottschalk III. von Plesse im Auftrag von Kurmainz zur Grenzsicherung gegen Hessen in der Mitte des 13. Jahrhunderts erbaut. Gottschalk war 1251 Burgmann auf der benachbarten Burg Stein. Durch Grabungen wurde eine eirunde Form der Anlage mit einer Vorburg festgestellt. Die Ritter von Plesse stammten von der Burg Plesse im Leinetal bei Göttingen und übertrugen vermutlich den Namen auch auf diese Burganlage und den Berg und Forstbezirk Plesse. Nach den Grundmauern des Palas zu urteilen, war das Haus aus Fachwerk hergestellt, Schutz boten weiterhin Steilhänge an drei Seiten. Die Maße des Palas konnten mit 9,12 m × 7,50 m festgestellt werden. Vier Kellerräume waren durch Grundmauern, die direkt auf Felsen ruhten, noch markiert. Zugang war nur über einen schmalen Berggrat von der Plesse her möglich. 1312 soll auf der Burg ein Waffenstillstand zwischen dem Ritter Engelbert von Hardenberg und dem Rat der Stadt Mühlhausen geschlossen worden sein. Dieser Burgstall hat aber nicht sehr lange bestanden. Heute sind im Gelände noch Gräben für eine Haupt- und Vorburg erkennbar.
Im Umfeld der Burganlage befanden sich kleine Dorf- und Hofsiedlungen, südlich der Plesse der Wüstungsort Burgerode, eventuell eine Hofanlage des Gottschalk von Plesse, östlich der Plesse das Dorf Wintersdorf (1350 bereits Wüstung) und im Südosten der Bergkuppe das Dorf Kubsdorf. Lediglich die Siedlung Kubsdorf bestand länger und wurde erst um 1500 als Wüstung erwähnt. Im 13. Jahrhundert sind zwei Herren von Keudell zu Kubstedt erwähnt (1227 Albertus und 1271 Reinhold). 1583 wurde durch Bernd Keudel am gleichen Ort ein neues Vorwerk errichtet, das spätere Gut Keudelstein. Auf einer historischen Grenzkarte aus dem Jahr 1583 ist der Beginn der Bauarbeiten erkennbar. Später wurde in der Nähe des Gutes noch das Keudelsteiner Forsthaus erbaut.

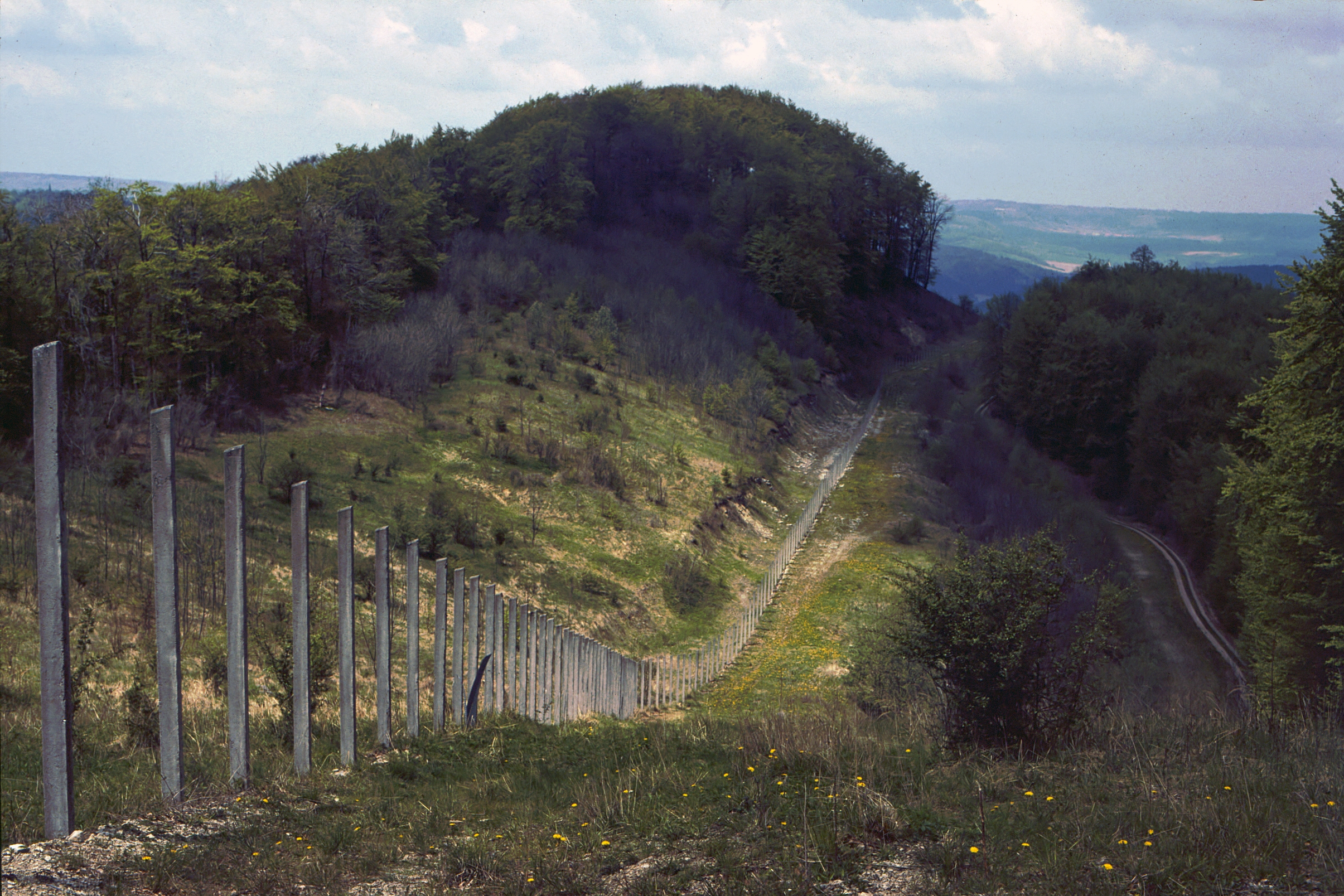
Reste der Sperranlagen an der ehemaligen Grenze bei der Keudelskuppe nach Beginn der Demontage

Über die Plesse und am westlich Berghang der Keudelskuppe verlief dann die Grenze zwischen dem kurmainzischen Eichsfeld (später der preußischen Provinz Sachsen und dem heutigen Freistaat Thüringen) und der Landgrafschaft Hessen-Kassel (später dem Kurfürstentum Hessen, der preußischen Provinz Hessen-Nassau und dem heutigen Land Hessen). Noch heute ist dieser Grenzverlauf mit alten Grenzsteinen markiert und exakt festgelegt. Nach 1945 trennte diese Grenze nicht nur die amerikanische und sowjetische Besatzungszone, sondern nach 1949 auch die beiden deutschen Staaten. Ab 1952 begann dann schrittweise der Ausbau der Grenzanlagen. Da auf der westlichen Seite der Keudelskuppe auf Grund der ungünstigen Geländebedingungen keine Grenzanlagen errichtet werden konnten, baute man sie auf der östlichen Seite der Bergkuppe.
Das Gut Keudelstein und das Forsthaus wurden im Zuge der Grenzsicherung an der Innerdeutschen Grenze ab den 1960er Jahren schrittweise abgebrochen. Heute findet man dort nur noch Reste von Kellergewölben. Unmittelbar auf der Bergkuppe befand sich auch ein Beobachtungsposten (mit Bunkeranlage) der sowjetischen Streitkräfte, von hier sollten vermutlich Truppenbewegungen und andere Vorkommnisse im Werratal beobachtet werden.

## Namensherkunft
Der Name der Burg Keudelstein und somit auch der Bergkuppe ist auf das Adelsgeschlecht von Keudel zurückzuführen. 1341 wurde ein Reinard Keudel erwähnt, 1381 ein Appiln Koydeln als Burgman auf der benachbarten Burg Stein.